# Dystrykt Kailahun
Dystrykt Kailahun – dystrykt w Sierra Leone. Stolicą jest Kailahun. W 2004 roku w tejże jednostce administracyjnej mieszkało 358 tys. ludzi. 
Liczba ludności dystryktu w poszczególnych latach:
- 1963 – 150 236
- 1974 – 180 365
- 1985 – 233 839
- 2004 – 358 259